# Linnakivi
Linnakivi är en klippa i Finland.   Den ligger i den ekonomiska regionen  Pieksämäki ekonomiska region  och landskapet Södra Savolax, i den centrala delen av landet, 270 km norr om huvudstaden Helsingfors. Linnakivi ligger 139 meter över havet. Den ligger vid sjön Hirvijärvi.
Terrängen runt Linnakivi är platt. Runt Linnakivi är det mycket glesbefolkat, med 5 invånare per kvadratkilometer. Närmaste större samhälle är Pieksämäki, 12,4 km sydost om Linnakivi. I omgivningarna runt Linnakivi växer i huvudsak blandskog.